# Österreichischer Rundfunk

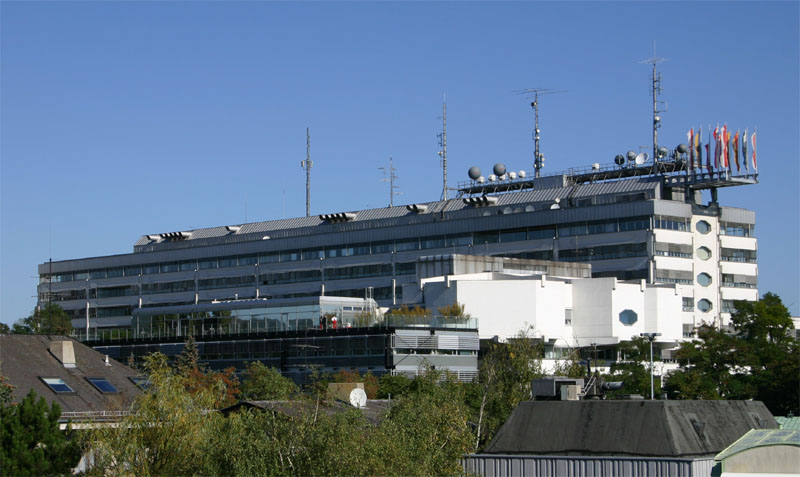
Телецентр ÖRF

Österreichischer Rundfunk (сокращённо ÖRF, до 1958 года — Österreichisches Rundspruchwesen) — государственное учреждение (до 1974 года — общество с ограниченной ответственностью).

## Правопредшественники
Основано в 1955 году путём объединения созданных в 1945 году RAVAG, радиостанции «Rot-Weiß-Rot», группы радиостанций «West» (нем. Sendergruppe West), группы радиостанций «Alpenland» (нем. Sendergruppe Alpenland)).

## Телевещательная деятельность заведения
Учреждение ведёт:
- с 1955 года — вещание по 1-й телепрограмме (телепрограмме ORF 1, до 1992 года под названием FS1), а также по германоязычной 1-й телепрограмме в итальянской провинции Южный Тироль по лицензии Учреждения радиовещания Южного Тироля, которой является 1-я телепрограмма Австрийского радио;
- с 1961 года — вещание по 2-й телепрограмме (телепрограмме ORF 2, до 1992 года под названием FS2), а также по германоязычной 2-й телепрограмме в итальянской провинции Южный Тироль по лицензии Учреждения радиовещания Южного Тироля, которой является 2-я телепрограмм Австрийского радио;
- с декабря 1997 года — вещание по специализированной (образовательной) телепрограмме ORF III (до 26 октября 2011 года под названием TW 1);
- с 1 мая 2006 года вещание — по специализированной (спортивной) телепрограмме ORF SPORT +;
- совместно с вещательными организациями земель Германии, Вторым германским телевидением и Швейцарским обществом радиовещания и телевидения — вещание по международной телепрограмме 3sat;
- в 1995—2000 гг. — вещание по международной телепрограмме ORF Sat;
- с 5 июля 2004 года — вещание по международной телепрограмме ORF 2 Europe;
- служба ÖRF-Teletext

До 1 августа 2001 года обладало монополией на телевещание.

## Радиовещательная деятельность заведения
Учреждение ведёт:
- с сер. 1990-х гг. — вещание по 2-й (информационной, общественно-политической и художественной) радиопрограмме в земле Бургенланд Radio Burgenland[нем.] на ультракоротких волнах;
- с сер. 1990-х гг. — вещание по 2-й (информационной, общественно-политической и художественной) радиопрограмме в земле Каринтия Radio Kärnten[нем.] на ультракоротких волнах;
- с сер. 1990-х гг. — вещание по 2-й (информационной, общественно-политической и художественной) радиопрограмме в земле Нижняя Австрия Radio Niederösterreich[нем.] на ультракоротких (до 2010 года также на средних) волнах;
- с сер. 1990-х гг. — вещание по 2-й (информационной, общественно-политической и художественной) радиопрограмме в земле Верхняя Австрия Radio Oberösterreich[нем.] на ультракоротких волнах;
- с сер. 1990-х гг. — вещание по 2-й (информационной, общественно-политической и художественной) радиопрограмме в земле Зальцбург Radio Salzburg[нем.] на ультракоротких (до 2010 года также на средних) волнах;
- с сер. 1990-х гг. — вещание по 2-й (информационной, общественно-политической и художественной) радиопрограмме в земле Штирия Radio Steiermark[нем.] на ультракоротких (до 2010 года также на средних) волнах;
- с сер. 1990-х гг. — вещание по 2-й (информационной, общественно-политической и художественной) радиопрограмме в земле Тироль Radio Tirol[нем.] на ультракоротких волнах, а также по германоязычной 2-й радиопрограмме в итальянской провинции Южный Тироль по лицензии Учреждения радиовещания Южного Тироля, которой является тирольская 2-я программа Австрийского радио;
- с сер. 1990-х гг. — вещание по 2-й (информационной, общественно-политической и художественной) радиопрограмме в земле Форарльберг Radio Vorarlberg[нем.] на ультракоротких волнах;
- с сер. 1990-х гг. — вещание по 2-й (информационной, общественно-политической и художественной) радиопрограмме в Вене Radio Wien[нем.] на ультракоротких волнах;
- с 1955 до сер. 1990-х гг. — вещание по 2-й (информационной и художественной) радиопрограмме в Австрии Ö2[нем.] (Österreich 2, до 1958 года — Radio Wien II) на средних и ультракоротких волнах;
- с 1955 года — вещание по 1-й (информационной и художественной) радиопрограмме в Австрии Ö1[нем.] (Österreich 1, до 1958 года — Radio Wien I) на ультракоротких волнах (до 2010 года также и на средних волнах), а также по германоязычной 1-й программе в итальянской провинции Южный Тироль по лицензии Учреждения радиовещания Южного Тироля, которой является 1-я программа Австрийского радио;
- с периода не ранее 1955 года[4] — вещание по 3-й (информационно-музыкальной) радиопрограмме Ö3[нем.] (Hitradio Ö3) на ультракоротких волнах, а также по германоязычной 2-й программе в итальянской провинции Южный Тироль по лицензии Учреждения радиовещания Южного Тироля, которой является 3-я программа Австрийского радио;
- с 16 января 1995 года вещание по молодёжной радиопрограмме «FM4[нем.]», звучащей в крупных городах на ультракоротких волнах, а также по германоязычной молодёжной программе в итальянской провинции Южный Тироль по лицензии Учреждения радиовещания Южного Тироля, которой также является молодёжная программа Австрийского радио;
- с 1955 года до 1 июля 2003 года — под позывным «Радио Остеррайх Интернациональ» (Radio Österreich International) вело радиовещание на заграницу;
- с 2003 года до 31 декабря 2009 года — вещало по программе Ö1 International[нем.];
- с 29 августа 1979 года до 2000 года — вещание по англоязычной радиопрограмме Ö3 International;
- с 31 марта 1997 года до 31 декабря 2008 года[5] — вещание по радиопрограмме для иммигрантов и национальных меньшинств Radio 1476, звучавшей на бывшей средневолновой частоте Ö1[нем.];
- до апреля 2011 года вещание — по интернет-радиостанции Ö1 Inforadio[нем.].

## Деятельность заведения в Интернете
- Сайт orf.at Архивировано 22 апреля 2013 года.
- Страница в facebook
- Страница в twitter

## Учредитель
Учредителем заведения является Австрийская Республика. 

## Финансирование
Большая часть расходов Австрийского радио покрывается за счёт абонемента (rundfunkgebühr), собираемого организацией «Гебюрен Инфо Сервис» со всех австрийских граждан и иностранцев, постоянно-проживающих в Австрии, владеющих радиоприёмниками и (или) телевизорами, меньшая часть за счёт продажи рекламного времени и продажи снятых по заказу Австрийского радио телефильмов и телесериалов другим телеорганизациям.

## Руководство

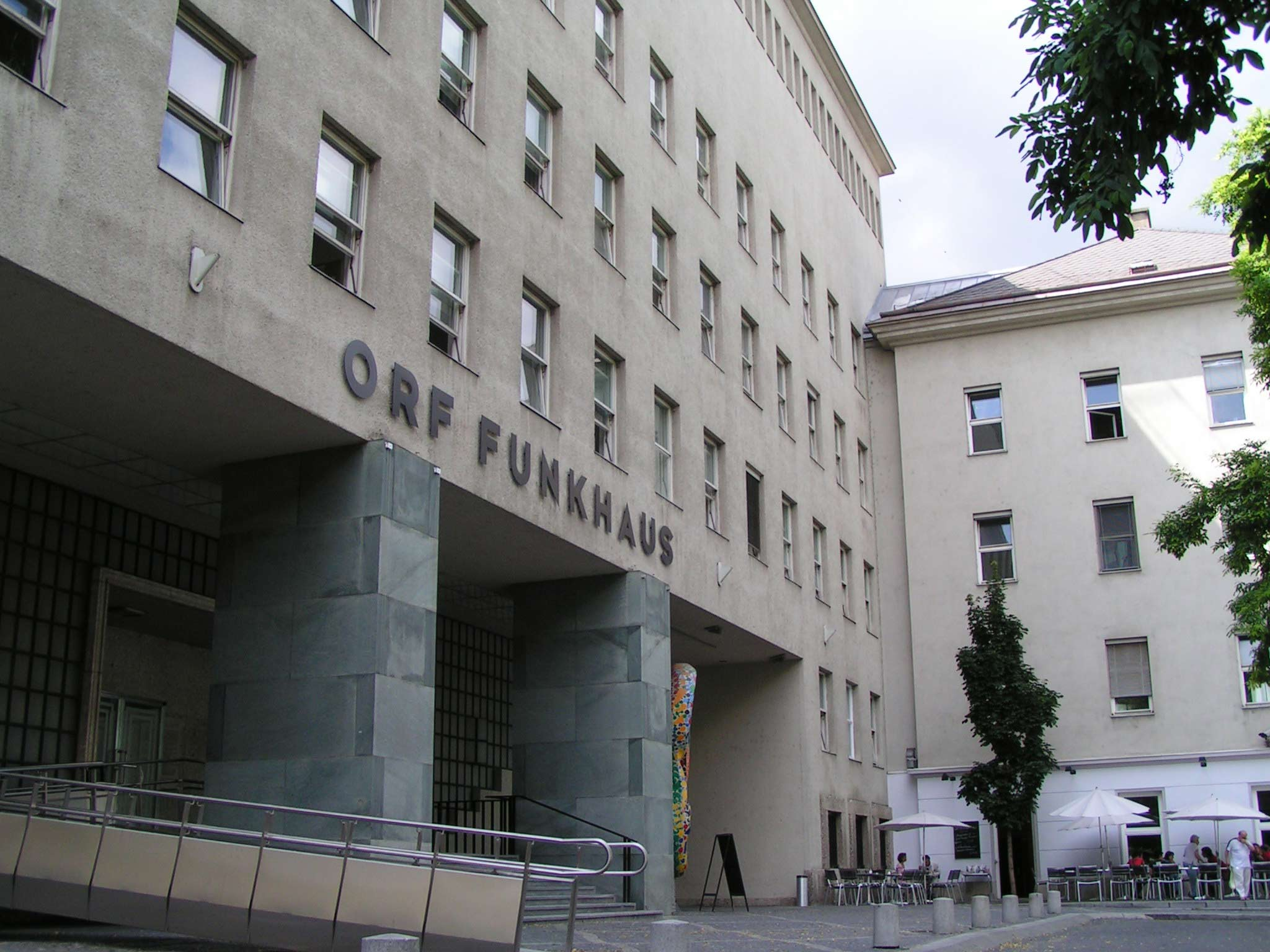
Радиодом ÖRF

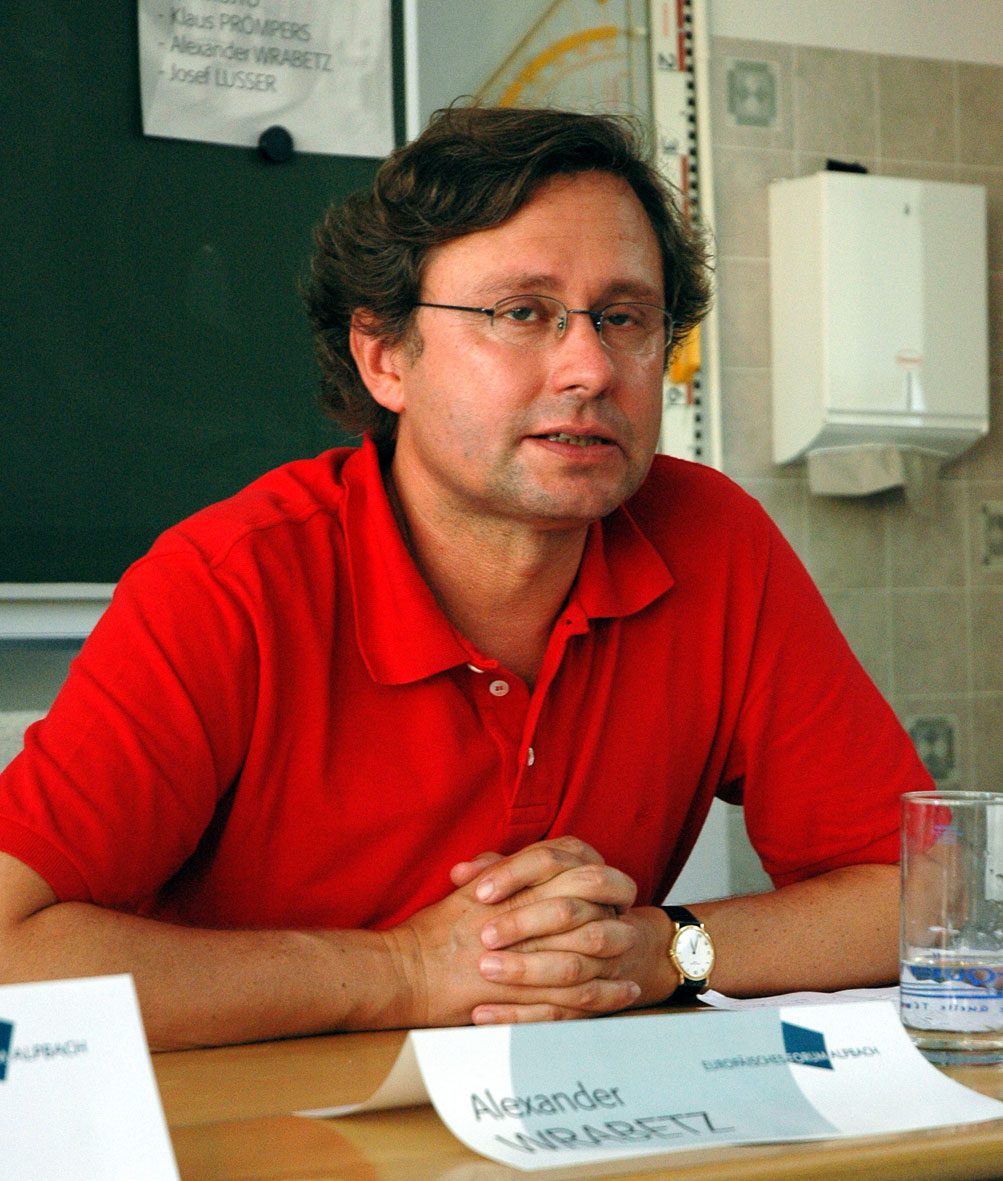
Врабец, Александр — директор ORF с 2006 года
(фото 2005 года)

Руководство заведением осуществляли:
- (с 1974 года)
  - Совет (Publikumsrat) (в 1974-2001 гг. — Представительство слушателей и зрителей (Hörer- und Sehervertretung)), 17 из которых назначаются Федеральным Канцлером из числа лиц представляющих различные общественные группы, 13 — массовыми организациями;
  - Правление (Stiftungsrat) (в 1974—2001 гг. - Кураториум (Kuratorium)), 9 из которых назначаются Федеральным Правительством, 6 - партиями представленными в Национальном совете, 9 - правительствами земель, 6 — советом, 5 - советом трудового коллектива;
  - Генеральный директор (Generaldirektor), назначается правлением.
- (в 1955-1974 гг.)
  - Наблюдательный совет (Aufsichtsrat), 9 членов которого назначались правительствами земель, 5 - массовыми организациями, 6 - партиями представленными в Национальном совета, 2 - советом трудового коллектива;
  - Правление (Vorstand), избиралось Наблюдательным советом.

С 1 января 2022 года генеральным директором ÖRF является Роланд Вайсманн.

## Подразделения
- Техническая дирекция
- Дирекция программ
- Главная редакция информации
- Главная редакция «ОРФ-он»
- Главная редакция науки и религии (Hauptabteilung Wissenschaft und Religion)
- Главная редакция ORF-Magazine (Hauptabteilung ORF-Magazine)
- Главная редакция культуры (Hauptabteilung Kultur)
- Коммерческая дирекция
- Главная редакция телевидения высокой чёткости (Abteilungsleiter High Definition)
- Дирекция программ III программы (Geschäftsführung ORF III (Programm))
- Коммерческая дирекция III программы (Geschäftsführung ORF III (Kaufmännisch))
- Главная редакция спортивной программ (Hauptabteilung ORF Sport)
- Дирекция радиовещания
- Главная редакция радиовещания
- Венская студия (ORF-Landesstudio Wien)
- Нижне-австрийская студия (ORF-Landesstudio Niederösterreich)
- Верхне-австрийская студия (ORF-Landesstudio Oberösterreich)
- Каринтийская студия (ORF-Landesstudio Kärnten)
- Штирийская студия (ORF-Landesstudio Steiermark)
- Бургенландская студия (ORF-Landesstudio Burgenland)
- Зальцбургская студия (ORF-Landesstudio Salzburg)
- Тирольская студия (ORF-Landesstudio Tirol)
- Форарльбергская студия (ORF-Landesstudio Vorarlberg)[6]
- Зарубежные корреспондентские бюро в[7]:
  - Вашингтоне
  - Берлине
  - Лондоне
  - Париже
  - Брюсселе
  - Риме
  - Цюрихе
  - Мадриде
  - Будапеште
  - Белграде
  - Москве
  - Киеве
  - Стамбуле
  - Тель-Авиве
  - Пекине
  - Каире
- Симфонический оркестр Венского радио.

## Активы
- с 1975 года — Программный телецентр в Вене (ORF-Zentrum Küniglberg);
- программные радиостанции в Вене, Линце, Санкт-Пёльтене, Айзенштадте, Граце, Зальцбурге, Инсбруке и Дорнбирме,

Австрийское радио является единственным участником обществ с ограниченной ответственностью:
- Gebühren Info Service GmbH — организация по сбору абонемента
- ORF-Enterprise GmbH & Co KG — организация по продаже рекламного времени в теле- и радиопрограммах Австрийского радио
- ORF Online und Teletext GmbH & Co KG[8].

Ретрансляционные радиотелестанции принадлежат обществу с ограниченной ответственностью «Остеррейхише Рундфункзендер» (Österreichische Rundfunksender GmbH & Co KG), 60% капитала которой принадлежит в свою очередь Австрийскому радио:
- (Вена)
  - Передатчик Каленберга (Sender Kahlenberg)
  - Передатчик Лизинга (Sender Liesing)
  - Передатчик Химмельхофа (Sender Himmelhof)
- (Верхняя Австрия)
  - Передатчик Кронсторфа (Sender Kronstorf)
  - Передатчик Айген-Ульрихсберга (Sender Aigen-Ulrichsberg)
  - Передатчик Амайсберга (Sender Ameisberg)
  - Передатчик Фрайнберга (Sender Freinberg)
  - Передатчик Лихтенберга (Sender Lichtenberg)
  - Передатчик Катрина (Sender Katrin)
  - Передатчик Шарденберга (Sender Schardenberg)
- (Нижняя Австрия)
  - Передатчик Вахберга (Sender Wachberg)
  - Передатчик Йауэрлинга (Sender Jauerling)
  - Передатчик Зоннведштайна (Sender Sonnwendstein)
- (Тироль)
  - Передатчик Хохе-Сальве (Sender Hohe Salve)
  - Передатчик Пачеркофеля (Sender Patscherkofel)
  - Передатчик Ройтте-Ханненкамма (Sender Reutte-Hahnenkamm)
  - Передатчик Китцбюэлер-Хорн (Sender Kitzbüheler Horn)
  - Передатчик Ландека (Sender Landeck 1)
  - Передатчик Раухкофеля (Sender Rauchkofel)
  - Передачтик Зегрубе (Sender Seegrube)
- (Каринтия)
  - Передатчик Гольдбека (Sender Goldeck)
  - Передатчик Коральпе (Sender Koralpe)
- (Штирия)
  - Передатчик Хаузер-Кайблинга (Sendeturm Hauser Kaibling)
  - Передатчик Шнёкля (Sender Schöckl)
- (Бургенланд)
  - Передатчик Хойберга (Sender Heuberg)
  - Передатчик Хиршенштайна (Sendeanlage Hirschenstein)
- (Зальцбург)
  - Передатчик Халлейн-Цинкенкогеля (Sender Hallein-Zinkenkogel)
  - Передатчик Гайсберга (Sender Gaisberg)
- (Форарльберг)
  - Передатчик Лаутернала (Sender Lauterach)
  - Передатчик Дюнзерберга (Sender Dünserberg)
  - Передатчик Леха (Sender Lech)
  - Передатчик Миттельберга (Sender Mittelberg 1)
  - Передатчик Пфендера (Sender Pfänder)
  - Передатчик Варта (Sender Warth)

## Членство
С момента своего создания входит в Европейский вещательный союз.

## Передачи
Основной информационной программой ORF 1 и ORF 2 является передача Zeit im Bild (сокращённо ZIB).
Программы ORF III
- ZIB 100 (100-секундный выпуск между 17.00 и 17.30 по будням) — информационная программа ORF III

Программы Radio Wien
- Guten Morgen Wien — утренняя программа Radio Wien в 05.00-09.00
- Gut Gelaunt — дневная программа Radio Wien в 09.00-13.00
- Radio Wien am Nachmittag — послеобеденная программа Radio Wien в 13.00-16.00
- Radio Wien — Magazin — информационная программа Radio Wien в 16.00-19.00
- Radio Wien am Abend — вечерняя программа Radio Wien в 20.00-22.00
- Radio Wien in der Nacht — ночная программа Radio Wien в 22.00-00.00
- Radio Wien — Nachtschwärmer — полуночная программа Radio Wien в 00.00-04.00

Программы Radio Oberösterreich
- Guten Morgen Oberösterreich — утренняя программа Radio Oberösterreich в 05.00-09.00
- Musikrevue — ночная программа Radio Oberösterreich в 22.00-50.00

Программы Radio Niederösterreich
- Guten Morgen Niederösterreich — утренняя программа Radio Niederösterreich в 05.00-09.00
- Radio NÖ am Vormittag — дневная программа Radio Niederösterreich в 09.00-12.00
- Radio NÖ Mittagsmagazin — информационная программа Radio Niederösterreich в 12.00-13.00
- Radio NÖ am Nachmittag — послеобеденная программа Radio Niederösterreich в 13.00-16.00
- RNÖ-Nachtschwärmer — ночная программа Radio Niederösterreich в 22.00-05.00

Программы Radio Burgenland
- Guten Morgen Burgenland — утренняя программа Radio Burgenland в 05.00-09.00
- Radio Burgenland Vormittag — дневная программа Radio Burgenland в 09.00-11.00
- Radio Burgenland Nachmittag — послеобеденная программа Radio Burgenland в 13.00-18.00

Программы Radio Kärnten
- Guten Morgen Kärnten — утренняя программа Radio Kärnten в 05.00-09.00

Программы Radio Steiermark
- Guten Morgen, Steiermark — утренняя программа Radio Steiermark в 05.00-09.00
- Radio Steiermark am Vormittag — дневная программа Radio Steiermark в 09.00-12.00
- Mittag in der Steiermark — информационная программа Radio Steiermark в 12.00-13.00
- Der Tag in der Steiermark — послеобеденная программа Radio Steiermark в 15.00-19.00
- Musikrevue — ночная программа Radio Steiermark в 23.00-05.00

Программы Radio Salzburg
- Guten Morgen Salzburg — утренняя программа Radio Salzburg в 06.00-09.00
- Ihr Vormittag — дневная программа Radio Salzburg в 09.00-12.00
- Mittagszeit — информационная программа Radio Salzburg в 12.00-14.00
- Ihr Nachmittag — послеобеденная программа Radio Salzburg в 14.00-18.00
- Musikrevue — ночная программа Radio Salzburg в 00.00-06.00

Программы Radio Tirol
- Guten Morgen Tirol — утренняя программа Radio Tirol в 05.00-09.00
- Radio Tirol am Vormittag — дневная программа Radio Tirol в 09.00-12.00
- Radio Tirol — Mittagsinformation — дневная программа Radio Tirol в 12.30-13.00
- Radio Tirol am Nachmittag — послеобеденная программа Radio Tirol в 15.00-18.00
- Nachtschicht — ночная программа Radio Tirol в 22.00-05.00

Программы Radio Vorarlberg
- Guten Morgen — утренняя программа Radio Vorarlberg в 05.00-09.00
- Der Vormittag — дневная программа Radio Vorarlberg в 09.00-12.00
- Der Mittag — информационная программа Radio Vorarlberg в 12.00-13.00
- Der Nachmittag — послеобеденная программа Radio Vorarlberg в 14.00-18.00
- Der Abend — вечерня программа Radio Vorarlberg в 18.00-20.00
- Musiknacht — ночная программа Radio Vorarlberg в 22.00-05.00

Программы Ö1
- Morgenjournal — утренняя программа Ö1 в 07.00-12.00
- Mittagsjournal — дневная программа Ö1 в 12.00-18.00
- Abendjournal — вечерняя программа Ö1 в 18.00-22.00
- Nachtjournal — ночная программа Ö1 в 22.00-00.00
- Mitternachtsjournal — полуночная программа в 00.00-07.00

Программы Hitradio Ö3
- Ö3-Wecker — утренняя программа Hitradio Ö3 в 05.00-09.00
- Die Ö3-Vormittagsshow — дневная программа Hitradio Ö3 в 09.00-12.00
- Die Ö3-Musikshow — послеобеденная программа Hitradio Ö3 в 13.00-16.00
- Ö3 Greatest Hits — вечерняя программа Hitradio Ö3 в 19.00-21.00
- NU STUFF — ночная программа Hitradio Ö3 в 21.00-00.00
- Ö3-Wunschnacht — полуночная программа Hitradio Ö3 в 00.00-05.00

Программы FM4
- Morning Show — утренняя программа FM4 в 06.00-10.00
- Update — дневная программа FM4 в 10.00-12.00
- Connected — послеобеденная программа FM4 в 15.00-19.00
- Homebase — вечерняя программа FM4 в 19.00-21.00
- Sleepless — полуночная программа FM4 в 01.00-06.00

## Цифровое телевидение ORF
Эфирное:
- Мультиплекс Mux A — ORF 1, ORF 2, совместно с коммерческим телеканалом
- Мультиплекс Mux B — ORF III, ORF Sport +, совместно с 3sat и коммерческими телеканалами[9]

Спутниковое:
- Транспондер 11303 Гц (спутник Astra 1L) — ORF 1, ORF 2[10]
- Транспондер 12663 Гц (спутник Astra 1N) — Ö1, Ö2, Hitradio Ö3, FM 4[11]